# Leicester City Football League
Leicester City Football League är en engelsk fotbollsliga. Den grundades 1898, men fram till 1919 hette den Leicester Town Football League. Den har tre divisioner och toppdivisionen Division One ligger på nivå 12 i det engelska ligasystemet. Ligan är en matarliga till Leicestershire Senior League. Det finns också ett omfattande nätverk av veterandivisioner i ligan, men de är inte med i ligasystemet.

## Mästare sedan 2003/04
| Säsong    | Premier Division        |
| --------- | ----------------------- |
| 2003/2004 | FC Braunstone Victoria  |
| 2004/2005 | FC Braunstone Victoria  |
| 2005/2006 | FC Braunstone Victoria  |
| 2006/2007 | FC Khalsa               |
| Säsong    | DIVISION ONE            |
| 2007/2008 | Evington                |
| 2008/2009 | South Wigston Wanderers |
| 2009/2010 | Braders                 |
| 2010/2011 | Braders                 |

Källa: FA Full Time och Officiella webbplatsen

### Webbkällor
- Engelska Wikipedia, officiella webbplatsen och FA Full Time